# Minona pelvivaginalis
Minona pelvivaginalis är en plattmaskart som beskrevs av Tajika 1982. Minona pelvivaginalis ingår i släktet Minona och familjen Monocelididae. Inga underarter finns listade i Catalogue of Life.